# 天主教阿希阿拉教區
天主教阿希阿拉教區 （拉丁語：Dioecesis Ahiarana）是尼日利亞一個羅馬天主教教區，屬奧韋里總教區。
1987年11月18日升為教區。2012年有教友489,000人（佔轄區人口77.1%）、七十三個堂區、122名司鐸。現任教區主教為伯多祿‧埃貝雷‧奧克帕萊凱，2013年7月3日起由若望‧奧奈耶坎樞機任宗座署理。